# Tô Bính Văn

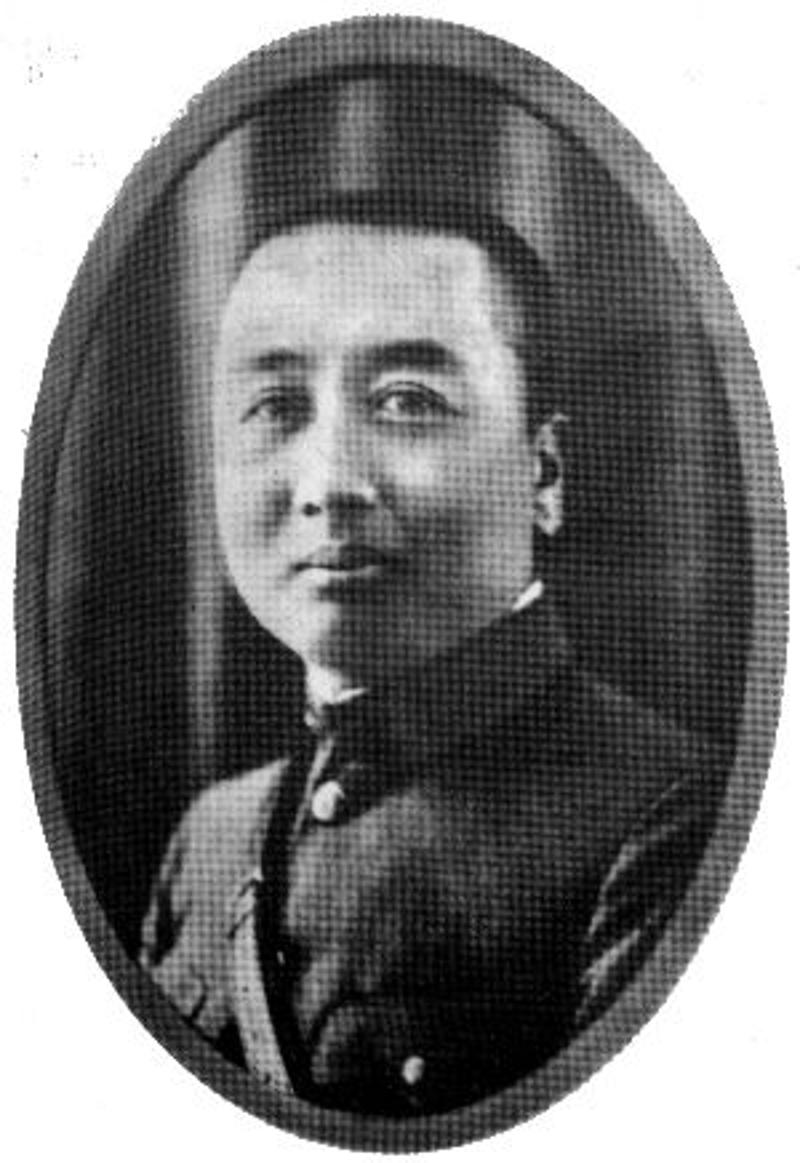
Tô Bính Văn

Tô Bính Văn (giản thể: 苏炳文; phồn thể: 蘇炳文; bính âm: Sū Bǐngwén) (2 tháng 9 năm 1892 – 22 tháng 5 năm 1975), là một vị tướng Trung Hoa. Tốt nghiệp trường sĩ quan năm 1914, ông gia nhập Trung đoàn kiểu mẫu năm 1916, lần lượt làm trung đội trưởng, đại đội trưởng, rồi tiểu đoàn trưởng. Ông trở thành Tham mưu trưởng Lữ đoàn 1 Phúc Kiến năm 1920, rồi làm Tham mưu trưởng Lữ đoàn 13 quân Đông Bắc. Năm 1921, ông chỉ huy Lữ đoàn 6 Đông Bắc, rồi lên chức Tư lệnh Sư đoàn 17 năm 1927. Năm 1928, trở thành Tham mưu trưởng rồi Phó tư lệnh quân phòng thủ biên giới Đông Bắc. Đầu tiên ông giữ chức tư lệnh đồn trú tuyến đường sắt Hoa Đông vào năm 1930, rồi tư lệnh đồn trú Hulun Buir năm 1931, đảm nhiệm các cứ điểm trong quận Barga về bờ tây Hắc Long Giang dọc biên giới Xô viết.
Sau khi Sự biến Thẩm Dương nổ ra, tướng Tô đóng quân bên ngoài Đại Hưng An Lĩnh, nằm ngoài tầm tác chiến của quân Nhật, cũng không tỏ ra ủng hộ phe Mãn Châu Quốc hay Mã Chiếm Sơn. Nhờ đó mà nông dân sống dọc tuyến đường sắt Hoa Đông, phía tây Tsitsihar vẫn sinh sống và thu hoạch yên ổn trên mảnh đất của họ.
Đến ngày 27 tháng 9, khi người Nhật bắt đầu chuyển hướng về phía nam hòng trấn áp lực lượng kháng chiến tại Nam Mãn Châu Quốc, Tô Bính Văn dàn xếp một vụ mưu phản, bắt giữ hàng trăm thường dân Nhật và cầm tù các sĩ quan Nhật làm con tin. Những người nổi dậy, với tên gọi Quân cứu quốc Hắc Long Giang, lên tàu tiến về phía đông đến Tsitsihar để gia nhập với Mã Chiếm Sơn cùng chiếm lại thủ phủ tỉnh.
Mã Chiếm Sơn lại tiến ra vùng bình nguyên từ căn cứ của mình trên dãy Tiểu Hưng An dọc sông Hắc Long Giang, sau khi quân Nhật trấn áp được lực lượng kháng chiến ở phía bắc. Tháng 9, ông ta tiến đến Long Môn và bắt liên lạc với lực lượng của Tô Bính Văn. Nhưng từ tháng 9 – tháng 12 năm 1932, gần 30,000 quân Nhật – Mãn Châu Quốc, bao gồm Sư đoàn 14 Nhật và 4,500 kỵ binh Mông Cổ thuộc Binh đoàn "Hưng An" của Mãn Châu Quốc, tiến hành một chiến dịch lớn chống lại lực lượng Mã – Tô.
Ngày 28 tháng 11 năm 1932, Sư đoàn 14 Nhật tấn công Mã Chiếm Sơn và Tô Bính Văn gần Qiqihaer. Máy bay Nhật ném bom đại bản doanh của Mã tại Hailaer. Tới ngày 3 tháng 12, quân Nhật chiếm được đại bản doanh của Mã Chiếm Sơn tại Hailaer. Hôm sau, sau một trận chiến ác liệt, Mã Chiếm Sơn và Tô Bính Văn cùng tàn quân rút khỏi Hailar lui về biên giới Liên Xô và tiến vào lãnh thổ Xô viết vào ngày 5 tháng 12. Phần lớn lực lượng này sau đó được chuyển về Nhiệt Hà.
Sau khi rút vào lãnh thổ Liên Xô, Tô trở về Nam Kinh qua ngả Đức và phục vụ trong Bộ Tổng tham mưu và giữ chức Chủ nhiệm Quân chính trong Chiến tranh Trung-Nhật. Ông nghỉ hưu năm 1945 và trở về Bắc Kinh. Sau Nội chiến Trung Hoa, vào tháng 2 năm 1955, Tô trở thành ủy viên Ủy ban Chấp hành Hội nghị Chính trị hiệp thương tỉnh Hắc Long Giang, ủy viên Hội nghị Chính trị hiệp thương toàn quốc, và ủy viên Ủy ban nhân dân tỉnh Hắc Long Giang, cũng là người sáng lập và Phó chủ tịch phân ban Hắc Long Giang của Ủy ban Cách mạng Quốc dân đảng Trung Quốc, cùng nhiều chức vụ khác. Ngày 9 tháng 7 năm 1957, ông trở thành cố vấn cho chính quyền Cáp Nhĩ Tân. Ông mất vào tháng 5 năm 1975.